# Gustav Schoser
Gustav Schoser (* 22. August 1924 in Trochtelfingen; † 5. Januar 2012) war ein deutscher Botaniker. Zwischen 1968 und 1992 war er der Direktor des Frankfurter Palmengartens.

## Leben
Schoser studierte von 1948 bis 1953 einige Semester Theologie und dann Naturwissenschaften an der Universität Tübingen. Nach dem Referendariat legte er 1957 das Zweite Staatsexamen für das Lehramt an höheren Schulen ab und promovierte 1957 bei Erwin Bünning. Schoser arbeitete zu Photobiologie. Von 1957 bis 1968 war Schoser Kustos und Akademischer Direktor am Botanischen Institut und Botanischen Garten der Universität Tübingen. In Tübingen zog 1968 der Botanische Garten in den Neuen Botanischen Garten um. Im September desselben Jahres wechselte er zum Palmengarten nach Frankfurt am Main. Er war Mitbegründer und zeitweise Geschäftsführer des Verbandes Botanischer Gärten.

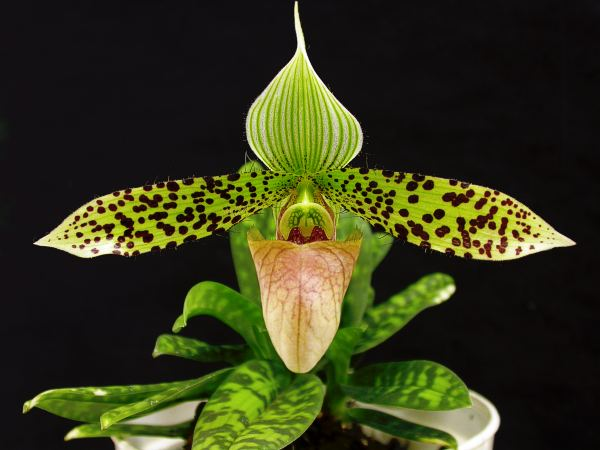
Paphiopedilum sukhakulii

Schoser war Lehrbeauftragter für Tropen-Botanik an der Universität Mainz, die ihn mit einer Ehrenprofessur ehrte. Schoser wurden das Bundesverdienstkreuz Erster Klasse, die Ehrenplakette der Stadt Frankfurt am Main im Jahr 1992 sowie zahlreiche Auszeichnungen im Bereich der Botanik verliehen. Schoser und seine Frau Rita wurden schließlich Ehrenmitglieder der Gesellschaft der Freunde des Palmengartens.
Schoser beschrieb mit Karlheinz Senghas 1965 die in Thailand neuentdeckte Paphiopedilum sukhakulii Schoser & Senghas. Eine weitere Frauenschuhart wurde 1988 nach ihm als Paphiopedilum schoseri Braem & H.Mohr bezeichnet.

## Schriften (Auswahl)
- Gustav Schoser; Zweites Deutsches Fernsehen: Gärtner Gustavs Garten-Kalender Erfolgstips aus d. ZDF-Freizeitgarten ; Arbeitspläne, Pflanzenportr., Gartenlexikon, Niedernhausen/Ts. Falken-Verlag 1984
- Orchideen für alle. 8. Welt-Orchideenkonferenz, Frankfurt am Main, 1975
- Jan Bartholomeus Thomas: Einführung in die Photobiologie, Dt. Übers. von Gustav Schoser Stuttgart : G. Thieme, 1968